# Listă de conducători de stat din 749
745 - 746 - 747 - 748 - 749 - 750 - 751 - 752 - 753
Aceasta este o listă a conducătorilor de stat din anul 749:

## Europa
- Anglia, statul anglo-saxon Northumbria: Eadberht (rege, 737-757)
- Anglia, statul anglo-saxon East Anglia: Aelfwald (Alfwold) (rege, 713?-749), Beonna, Hun și Alberht (regi, 749-?)
- Anglia, statul anglo-saxon Essex: Swithred (rege, 746-cca. 758)
- Anglia, statul anglo-saxon Kent: Ethelberht al II-lea (rege, 725-762) și Eadherht (rege, 725-după 762)
- Anglia, statul anglo-saxon Mercia: Ethelbald (rege, 716-757)
- Anglia, statul anglo-saxon Sussex: Ethelbert (rege, după 725-750)
- Anglia, statul anglo-saxon Wessex: Cuthred (rege, 740-756)
- Asturia: Alfonso I (rege, 739-757)
- Bavaria: Grifo (duce, 748-749) și Tassilo al III-lea (duce din dinastia Agilolfingilor, 749-788)
- Benevento: Gisulf al II-lea (duce, 743-749) și Liutprand (duce, 749-758)
- Bizanț: Constantin al V-lea Copronimul (împărat din dinastia Isauriană, 741-775)
- Bulgaria: Sevar (han, 738-753/754)
- Francii: Childeric al III-lea (rege din dinastia Merovingiană, 743-751/752)
- Friuli: Aistulf (duce, 744-749; ulterior, rege al longobarzilor, 749-756; ulterior, duce de Spoleto, 752-756) și Anselm (duce, 749-751)
- Gruzia, statul Khartlia (Iberia): Adarnase al III-lea (suveran, cca. 748-760)
- Longobarzii: Ratchis (rege, 744-749; anterior, duce de Friuli, 739-744; ulterior, duce de Spoleto, 756-757) și Aistulf (Aistolf) (rege, 749-756; anterior, duce de Friuli, 744-749; ulterior, duce de Spoleto, 752-756)
- Neapole: Grigore I (duce bizantin, 739/740-754/755)
- Ravenna: Eutihie (exarh, 728-752)
- Scoția, statul picților: Oengus (Onuist) I (rege, 728, 729-761)
- Scoția, statul celt Dalriada: Aed Finn (rege, 748-778)
- Spoleto: Lupus (duce, 745-752)
- Statul papal: Zacharias (papă, 741-752)
- Veneția: Deusdedit (doge, 742-755; anterior, magister militum, 739)

## Asia

### Orientul Apropiat
- Bizanț: Constantin al V-lea Copronimul (împărat din dinastia Isauriană, 741-775)
- Califatul omeiad: Maruan al II-lea al-Himar ibn Muhammad ibn Amb al-Malik (calif din dinastia Maruanizilor, 744-750)
- Califatul abbasid: Abu'l-Abbas as-Saffah ibn Muhammad (calif din dinastia Abbasizilor, 749-754)

### Orientul Îndepărtat
- Cambodgea, statul Tjampa: Rudravarman al II-lea (rege din a patra dinastie, după 749-758?)
- China: Huanzong (împărat din dinastia Tang, 712-756)
- Coreea, statul Silla: Kyongdok (Hong-yong) (rege din dinastia Kim, 742-765)
- India, statul Chalukya: Kirtivarman al II-lea (rege, 744/745-753/760)
- India, statul Chalukya răsăriteană: Vijayaditya I (Bhattaraka) (rege, 746-764)
- India, statul Gurjara Pratihara: Nagabhata I (rege, cca. 730-cca. 756)
- India, statul Pallava: Nandivarman al II-lea Pallavamalla (Nandipotavarman) (rege din a treia dinastie, 731-795)
- India, statul Raștrakuților: Dantidurga (Dantivarman al II-lea) (rege, 733-cca. 758)
- Kashmir: Samgramapida I (rege din dinastia Karkota, 744-751)
- Japonia: Șomu (împărat, 724-749) și Koken (împărăteasă, 749-758)
- Nepal: Narendradeva al II-lea (rege din dinastia Thakuri, cca. 740-777) și Jayadeva al II-lea (Paramabhataraka Maharajadhiraja) (rege din dinastia Thakuri, 748/751)
- Sri Lanka: Aggabodhi al VI-lea Silamegha (rege din dinastia Silakala, 719-759)
- Tibet: Mes-ag-ts'oms (chos-rgyal, 704-754/755)